# غوفرنير موريس
غوفرنير موريس (بالإنجليزية: Gouverneur Morris)‏ (2 يوليو 1876، نيويورك في الولايات المتحدة - 14 أغسطس 1953)؛ كاتب وروائي أمريكي.

## روابط خارجية
- غوفرنير موريس على موقع IMDb (الإنجليزية)
- غوفرنير موريس على موقع قاعدة بيانات برودواي على الإنترنت (الإنجليزية)
- غوفرنير موريس على موقع قاعدة بيانات الفيلم (الإنجليزية)